# Tony Vidmar
Antony Vidmar (Adelaide, 1970. július 4. –) ausztrál válogatott labdarúgó, edző. A szintén válogatott labdarúgó Aurelio Vidmar a testvérbátyja.

## Fordítás
- Ez a szócikk részben vagy egészben  a   Tony Vidmar című angol Wikipédia-szócikk fordításán alapul.  Az eredeti cikk szerkesztőit annak laptörténete sorolja fel. Ez a jelzés csupán a megfogalmazás eredetét és a szerzői jogokat jelzi, nem szolgál a cikkben szereplő információk forrásmegjelöléseként.